# Mouwband Kurland
De Ärmelband Kurland was een dapperheidsonderscheiding van de Duitse Wehrmacht in de Tweede Wereldoorlog. Hij werd geïntroduceerd door Hitler in 1945, voor de leden van Heeresgruppe Kurland.

## Criteria
Voor het ontvangen van de mouwband moest aan een van de volgende criteria voldaan worden.
- De persoon moet aan drie van de zeg grote veldslagen in Koerland (een historische regio in Letland) deelgenomen hebben.
- Drie maanden actief verbleven bij Heeresgruppe Kurland.
- Tijdens de gevechten in een van de veldslagen gewond geraakt zijn.[noot 2]

Heeresgruppe Kurland kenden zes grote veldslagen:
1. Van 15 oktober 1944 tot 22 oktober 1944
2. Van 27 oktober 1944 tot 25 november 1944
3. Van 23 december 1944 tot 31 december 1944
4. Van 23 januari 1945 tot 3 februari 1945
5. Van 12 februari 1945 tot 19 februari 1945
6. Van 17 maart 1945 tot 4 april 1945

## Beschrijving
De onderscheiding is gemaakt uit zilvergrijze/witte brandnetelstof van ongeveer 38 mm breed en is zwart geribbeld. Centraal staat in zwart geborduurd de inscriptie "KURLAND" tussen twee wapenschilden. Op het rechtse schild staat een elandenhoofd uit het stadswapen van Jelgava de hoofdstad van Koerland. Het linkse schild vertoont een Baltenkreuz (Nederlands: Baltenkruis).
De mouwband van Kurland werd op de linkeronderarm boven de manchet gedragen.